# حسن الأحسائي
حسن محمد الأحسائي لاعب كرة قدم سعودي، يلعب كحارس مرمى في نادي الصفا.